# Вест-Бродвей
Вест-Бродвей (англ. West Broadway) — улица в Нижнем Манхэттене. Вест-Бродвей проходит через районы Сохо и Трайбека. Улица делится на две части Бич-Стрит-парком. Южной границей южной части улицы служит пересечение Визи- и Гринвич-стрит, северной — Бич-стрит, после которой улица переходит в Ла Гуардия-Плейс. Южная граница северной части улицы начинается от Лиспенард- и ограничивается Хаустон-стрит. Южная часть улицы является односторонней; движение по ней открыто с севера на юг. Отрезок северной части улицы до Гранд-стрит также является односторонним; движение по нему открыто с юга на север.
В XIX веке Вест-Бродвей назывался «гнилой дорогой» (англ. Rotten Row) по аналогии с аллеей в лондонском Гайд-парке: в те времена улица была знаменита дешёвыми борделями и множеством обитателей с сомнительной репутацией. До терактов 11 сентября Вест-Бродвей продолжался непосредственно до комплекса ВТЦ.
На Вест-Бродвее расположены станции Чеймберс-стрит линии Бродвея и Седьмой авеню и Канал-стрит линии линии Восьмой авеню, Ай-эн-ди Нью-Йоркского метрополитена. По состоянию на апрель 2013 года отрезок улицы от Веси- до Варик-стрит обслуживался автобусным маршрутом M20.

## Галерея
- Пересечение с Чеймберс-стрит
- Участок на западе Сохо